# Posting system
Das Posting system ist eine 1998 eingeführte Transfervereinbarung im Baseball, die den Wechsel von Spielern der japanischen Profiliga Nippon Professional Baseball (NPB) zur US-amerikanischen Profiliga Major League Baseball (MLB) regelt. Hierdurch können NPB-Spieler, die keine Free Agents sind (d. h. noch unter Vertrag stehen), Verträge mit MLB-Teams schließen, wenn sie zunächst die Erlaubnis ihres Teams erhalten, aus ihrem Vertrag auszusteigen. Dann wird in einer verdeckten Versteigerung unter den interessierten MLB-Mannschaften eine Ablösesumme ermittelt, die die betroffene NPB-Mannschaft dann ablehnen oder annehmen kann.

## Hintergrund
Zwischen NPB und MLB kam es 1964 zu Streit, als der japanische Pitcher Masanori Murakami von den Nankai Hawks (NPB) zu den San Francisco Giants (MLB) ausgeliehen wurde und er in ihrem Minor-League-Baseball-Teams so viel Eindruck machte, dass ihn die Giants abkaufen wollten. Murakami pitchte zwar sechs Spiele für die Giants, nach einem langen Vertragsstreit wurde aber beschlossen, dass die Hawks ihn behalten durften. Als Folge wurde 1967 die „United States – Japanese Player Contract Agreement“ (dt.: Vertragsvereinbarung zwischen US-amerikanischen und japanischen Spielern) eingeführt, was einem stillschweigenden Abwerbeverbot gleichkam. In den folgenden zwei Jahrzehnten blieb dieser „Waffenstillstand“ bestehen, bis 1994 Hideo Nomo von den Kintetsu Buffaloes eine Gehaltserhöhung verweigert wurde. Nomo erklärte kurzerhand seine Karriere für „beendet“, so dass er als vertragsloser Spieler nicht mehr unter das Contract Agreement fiel, und wechselte ohne Gegenleistung zu den Los Angeles Dodgers (MLB). Ein Jahr später wollte Hideki Irabu (Lotte Orions) in die MLB wechseln. Die Orions handelten mit den San Diego Padres einen unterschriftsreifen Vertrag aus, Irabu selbst wollte aber nur zu den New York Yankees wechseln. Nach einem langen Vertragsstreit wechselte Irabu zu den Yankees, was die Padres verärgerte. Um diese Situationen zu vermeiden, führten die MLB und NPB das „Posting system“ ein:
- Jeder NPB-Spieler, der in die MLB wechseln will, muss bis zum 1. März jedes Kalenderjahres die Absicht offiziell seinem Team mitteilen.
- Falls das Team den Wechsel erlaubt, macht es den Spieler für die Posting-system-Auktion verfügbar.
- Hierbei dürfen alle MLB-Teams vier Tage lang verdeckte Gebote abgeben. Der Höchstbieter bekommt den Zuschlag, und das NPB-Team hat wiederum vier Tage, das Angebot abzulehnen oder anzunehmen.
- Bei beidseitiger Zustimmung dürfen MLB-Team und Spieler den genauen Vertragsinhalt aushandeln, und wenn sie nach 30 Tagen zur Unterschrift kommen, ist der Transfer perfekt.
- Für den Fall, dass einer dieser Schritte schiefläuft, kehrt der Spieler zu seinem NPB-Team zurück.

Mit dem Posting system soll verhindert werden, dass japanische Talente vorzeitig in die MLB abwandern. Das Posting system ist durchaus umstritten, da es dem Spieler nur wenig Gestaltungsspielraum gibt und reiche MLB-Klubs, die sich eine hohe Auktionssumme leisten können, weniger reichen Vereinen die Spieler „wegbieten“ können, ohne ernsthaft am Spieler selbst interessiert zu sein.

## Auswahl von Transfers
Gelistet sind Spieler, die unter dem Posting system in die MLB transferiert wurden, und es ins Major League Baseball All-Star Game schafften.
- Ichirō Suzuki (2000): für 14 Millionen US-Dollar von den Orix BlueWave zu den Seattle Mariners
- Daisuke Matsuzaka (2006): für 51 Millionen US-Dollar von den Seibu Lions zu den Boston Red Sox
- Yu Darvish (2011): für 51 Millionen US-Dollar von den Hokkaidō Nippon Ham Fighters zu den Texas Rangers